# Volkspark Kaiserslautern
Der Volkspark ist ein Erholungsgebiet im Osten der kreisfreien Großstadt Kaiserslautern in Rheinland-Pfalz.

## Geschichte
Der Park wurde als Ausstellungsgelände 1925 mit einer Handwerksschau eröffnet. Dort befand sich das von Fritz Korter geschaffene „Rossebändiger-Paar“, von dem lediglich ein Exemplar überdauerte. Ab etwa 1935 beheimatete er neben den drei Ausstellungshallen von Hermann Hussong eine Schwanen- sowie Fasanenzucht und ein Hirschgehege. Ein Luftangriff zerstörte 1945 die Hallen, lediglich Reste der Anlage sowie der Weiher blieben bestehen.
Ab 1959 wurde der Volkspark, der in diesem Jahr erst seinen Namen erhielt, in seiner heutigen Form als naturnahes Erholungsgebiet mit Spazierwegen sowie Spiel- und Sportanlagen hergerichtet. 2001 entstand ein Musikpavillon. Sowohl dieser als auch das restliche Gelände werden für verschiedenste kulturelle Veranstaltungen genutzt, so findet sonntäglich ein „Frühschoppenkonzert“ statt. Auch der „Legendäre Mittelaltermarkt“ wurde dort abgehalten.
Von 1969 bis 2002 war er außerdem Bestandteil des Ortsbezirks Grübentälchen/Volkspark.

## Anbindung
Seit Dezember 2019 ist der Volkspark über die von der SWK Stadtwerke Kaiserslautern Verkehrs-AG betriebene Buslinie 117 an das Nahverkehrsnetz angebunden.